# Музеј Херцеговине у Требињу
Музеј Херцеговине је централна регионална музејска институција Источне Херцеговине. Музеј се налази у улици Стари град бр. 59 у Требињу.

## Историјат оснивања Музеја
Идеја о оснивању музеја у Требињу постојала је у периоду између два свјетска рата, али тада није реализована.
По завршетку Другог свјетског рата, дефинитивном формирању музеја претходио је вишегодишњи период припрема. У том периоду иницијативу за формирање давале су друштвено-политичке организације у Требињу,а посебно појединац Чедо Капор, тадашњи предсједник среза Требиње.
У једном допису 1955. године  пише да музеј постоји од 1952. године. Такође у листу „Наша комуна” Народног фронта среза тебињског, бр. 1 од јануара 1953. године на страни 22. налази се чланак под називом „Завичајни музеј у Требињу” у коме стоји „Да би се очувала успомена на старо Требиње, а посебно на догађаје из наше Народне револуције, почели су припремни радови за формирање завичајног музеја”. Народи одбор Градске општине већ је пронашао зграду за музеј.
У првој половини 1954. године дјелује Иницијативни одбор за изградњу музеја, у коме има 12 чланова.
Одбор који се састајао неколико пута, донио је крајем 1955. године одлуку да се за потребе музеја адаптира стара трговачка кућа Ћеловића. Mузеј је требало да има историјско одјељење НОБ, етнографско одјељење, фауну и флору краја и галерију слика.. Предсједник одбора био је Јован Гузина, директор Више гимназије, а технички руководилац Музеја био је Милорад Крунић.
Музеј је коначно основан 30. септембра 1955. године рјешењем Народног одбора среза Требиње, под називом „Срески завичајни музеј Требиње”.
Укидањем требињског среза права оснивача преузео је НОО-е Требиње у јуну 1958. године, и од тада дјелује под називом „Завичајни музеј”
Незванично, од 1994. мијења назив у Музеј Херцеговине, односно званично од 19. априла 2001. године одлуком СО Требиње.
До јула 1956. године музејем је управљао Оснивачки одбор, послије чега је основан Музејски савјет од 7 чланова. Дужност управника у том периоду вршио је хонорарно Драго Ђедовић, наставник историје до 1. марта 1957. године, када је за управника постављена Љубинка Којић, диломирани историчар умјетности. 
Од те године музеј функционише на правим музеолошким основама, и ради на системском прикупљању експоната за све музејске збирке. Поред питања смјештаја музеја, један од важнијих задатака био је и прикупљање музејских експоната. Пошто је музеј по својој концепцији комплексног карактера, био је потребан уједначен рад на попуњавању збирки: археолошке, етнографске, историјске и збирке умјетничких слика.
Од 1959. године урађене су инвентарне књиге за све музејске збирке, картотека музејских предмета, а временом се формира и библиотека са потребном стручном литературом.
Прво археолошко ископавање Музеј је обавио 1957. године на цркви Светог Петра и Павла у Завали.
Даљи истраживачки рад настављен је на подручју Љубомирског поља, манастира Добрићева, Паника код Билеће, у селу Дола у Ситници, црква Св. Петра у Љубову код Требиња, Величанима, у селу Требимља код Равног, у Крајковићима крај Хума. Ископавања на локалитетима у ближој околини Требиња настављена су са мањим прекидима све до 1964. године. Те године, одласком управника Љубинке Којић, и у току 1965/66 годин, у музеју је замро сваки стручни рад. Било је чак и мишљења да музеј треба расформирати што надлежни фактори нису дозволили, обећавајући минимум средстава потребних за рад ове установе. Када је музеј обновио рад,очекивало се да ће бити и адекватније финансиран. Ипак, средства којим је музеј располагао нису могла подмирити ни основне трошкове. Рад је био прилагођен могућностима, и то претежно интерни рад, сређивање прикупљених материјала, инвентарисање књига,картотеке, итд.
У 1961. години Музеј се по први пут представља јавности у средини у којој дјелује, реализацијом сталне изложбе „Раднички покрет у НОБ-у народа Требињског краја.” Истовремено је била развијена и издавачка дјелатност. 
Проблем смјештаја био је и остао један од највећих проблема с којим се музеј суочавао од његовог оснивања па до 1988. године, када је за потребе музеја адаптирана зграда бивше гимназије која се налази у Старом граду. Зграда располаже са око 1500  м2 корисног простора, од чега је 800 m² изложбени простор са свим пратећим потребама (депои, канцеларијски простор, изложбени простор).

## Одјељења
Матична музејска установа „Музеј Херцеговине” Требиње је установа комплексног типа у којој су заступљена одјељења: археолошко, умјетничко, историјско, етнолошко и природњачко. Поред основне музеолошке, изложбене, истраживачке, научне, издавачке, педагошке и образовне дјелатности у Музеју се одвијају повремене изложбе, као и промоције стручних и научних књига, и још многа научна и културна догађања и кроз све то афирмишу се вриједности Источне Херцеговине и њихов развој у континуитету од праисторије до данас.

## Археолошко одјељење
Археолошко одјељење Музеја Херцеговине формирано је у вријеме оснивања Mузеја 1952. године, када је почело прикупљање експоната за музејске збирке. У периоду од неколико наредних година, пописани су и хронолошки опредијељени предмети, урађене инвентарне књиге, картотека музејских предмета и фототека за снимке споменика са терена. Рад на систематизацији и инвентарисању предмета започео је 1957. године, када је за управника музеја постављена Љубинка Којић, историчар умјетности из Београда. Велики број археолошког материјала доспео је у музеј након обављених систематских и заштитних археолошких ископавања појединих локалитета у источном дијелу Херцеговине, која су спровођена у сарадњи са другим установама и археолозима.
Прва археолошка изложба организована је 1970. године, са циљем да се презентују дотадашњи резултати археолошких истраживања. Исте године, музеј добија археолога, запошљава се мр Ђорђе Одавић, и наставља даља истраживања у Херцеговини. Откривени су и истражени бројни локалитети, од периода праисторије до касног средњег вијека. Упоредо са ископавањима, резултати археолошких истраживања редовно се публикују и у музејском часопису Трибунији (излази од 1975. године). Збирке музеја су допуњаване предметима са нових ископавања, што је допринијело да се оформи и стална археолошка поставка 1998. године. Активности археолошког одјељења на евидентирању и истраживању непознатих археолошких локалитета и прикупљању археолошког материјала, настављене су и данас. Истраживања се врше самостално, као и у сарадњи са Републичким заводом за заштиту културно-историјског и природног насљеђа РС из Бањалуке и Филозофским факултетом из Београда.
Кустос збирке је археолог Јелена Пујић, запослена од 2008. године.
Сама зграда Музеја налази се у непосредној близини средњовековних археолошких налазишта.

### Праисторијска збирка
Из периода старијег каменог доба- палеолита, у музејској збирци нема предмета, јер истраживања мањег обима пећина Праљевица и Змијанац у околини Требиња, нису дала сигуран одговор о постојању палеолитских станишта. Истраживање, на ширем подручју Херцеговине, пећине Црвена Стијена у Петровићима и пећине Бадањ код Стоца, омогућава да се претпостави постојање палеолитских налазишта и на овом подручју. Малобројни случајни налази кремених ножева у селу Ораховац, у околини Ластве, Панику и Љубомиру, свједоче о боравку људских заједница и појави сталних насеља у периоду неолита. Период металних доба, заступљен је археолошким материјалом који се везује за вријеме досељавања и живљења илирских племена.
На подручју Требињског, Џиварског и Љубомирског поља, у околини Хума, евидентирани су бројни локалитети на којима су уочени остаци илирских утврђења или градина и тумула (камене гомиле и земљано-камене хумке). Вршена су истраживања градине Кличањ у селу Крајковићи и тумула у Љубомирском пољу. Већи дио археолошког материјала налази се у сталној поставци Археолошког одељења у Музеју (керамичке посуде фине израде, импорт из грчких емпорија на Јадранском мору, као и гробни прилози од метала: бронзане игле М и Ω типа, игле прибадаче, бронзане и сребрне фибуле украшене урезивањем и пунктирањем, са различитим геометријским и зооморфним мотивима, сребрне тордиране двојне игле- укоснице, бронзане перле, перле од ћилибара и стаклене пасте, гвоздени мачеви и криви ножеви). Илирски гробови у Качњу код Билеће, откривају раскош и луксуз предмета грчког импорта, од којих се издвајају: пет бронзаних кацига ратника, сребрне наруквице са крајевима који се завршавају у облику змијских глава, сребрна фибула са урезаним симболом свастика- крст, неколико гвоздених фибула, бронзане фибуле, бронзана копча, гвоздена копља и ножеви, као и керамичке посуде. Археолошки материјал, хронолошки је опредијељен у период V вијека прије Христа.

### Античка збирка
Античку збирку претежно чине епиграфски споменици и мањи број покретног археолошког материјала. На подручју Источне Херцеговине, рекогносцирањем је евидентиран већи број античких локалитета из периода доминације римске државе. Археолошка истраживања вршена су на неколико античких локалитета (Паник код Билеће, Љубомирско поље, Мирине у Бихову, Требимља). Од археолошких налаза, издвајају се остаци подних мозаика, фрагменти фреско сликарства, подне и кровне опеке, фрагменти керамичких и стаклених посуда, као и примјерци римског накита (наруквице од стаклене пасте, фибула, бронзане алке) из Паника. Већи део покретног археолошког материјала и остаци подних мозаика чувају се у Земаљском музеју у Сарајеву, док се мањи број предмета налази на сталној поставци у Музеју у Требињу.
Епиграфски споменици, надгробне стеле и миљокази, свједоче о важности географског положаја овог подручја кроз које су пролазили антички путеви. Уз трасу пута Нарона (Вид) – Леусиниум (Паник) пронађена је у селу Требимља, надгробна стела Публија Аплија, декуриона муниципација Дилунтум и остаци поклопца дјечијег саркофага са оштећеним натписом. Уз трасу другог пута Епидаурум (Цавтат) – Андербе (Никшићко поље) у Џиварском пољу, пронађена су два миљоказа са натписима: један постављен за вријеме цара Клаудија (датован у 47/48.г.н.е.) и други, са оштећеним натписом, из каснијег периода, приписује се царевима Валенсу и Валентијану.

### Средњовјековна збирка
Средњовјековну збирку чине археолошки налази пронађени приликом ископавања локалитета ранохришћанског и средњовјековног периода: цркве и манастири- Тврдош, Петропавлов, Завала, Добрићево, ранохришћанска црква у Засаду, црква св. Илије, црква св. Георгија у Гомиљанима, у Аранђелову; некрополе- у Величанима, Домашеву; градови- Мичевац и Клобук; градина Црквина у Требињу и случајни налази- опрема ратника из Доње Доле код Билеће. Покретни археолошки материјал са ових ископавања налази се у депоу Музеја Херцеговине. Дио средњовјековне збирке чине камене плоче, дијелови олтарске преграде и црквеног намјештаја, откривене приликом истраживања прероманичке цркве св. Петра на локалитету Црквина- Петковица у Завали. Од епиграфских споменика, најстарија су два надгробна натписа из Полица код Требиња: натпис требињског жупана Грда, уклесан између 1151. и 1177. године, на којем се појављује име града Требиња и натпис требињског жупана Прибилше, уклесан 1241. године. Посебан дио сталне поставке представљају одливци у гипсу средњовјековних надгробних споменика- стећака, који се на подручју Источне Херцеговине, налазе појединачно, у групама или великим некрополама и датују се од XII до XV вијека. Рађени су од једног блока камена, разних облика и величина, украшени рељефним украсима са орнаментима и сценама из свакодневног живота (коло, лов, двобој, мач, штит и др.) и надгробним натписима-епитафима, писаних ћирилским писмом. Од покретног археолошког материјала, издваја се налаз стаклене чаше (крај XIV и почетак XV вијека), пронађене на некрополи стећака у Величанима, која представља импорт али и раритет, с обзиром на укупан број очуваних стаклених средњовјековних чаша. Од средњовјековног накита, истиче се орнаментисани сребрни прстен печатњак из XIV-XV вијека, нађен под стећком у селу Домашеву у Љубомирском пољу, златни прстен са некрополе на локалитету Петковица у Завали, као и позлаћена мамуза жупана Грда. Средњовековну збирку чине и налази покретног археолошког материјала, пронађеног приликом археолошких ископавања средњовјековног града Мичевца (оружје, камена ђулад, гвоздене стријеле, сјечива, букагије (окови), уломци керамичких посуда, мајолике, стакла и сребрног новца.

### Стална поставка
Стална поставка археолошког одељења Музеја Херцеговине, налази се у приземљу зграде музеја. Постављена је 1998. године, а аутор је био кустос археолог мр Ђорђе Одавић. Поставку чине три одјељка: праисторијски, антички и средњовјековни. Основна концепција поставке је приказ дотадашњих резултата на пољу археолошких истраживања и сазнања на подручју Херцеговине. Ослањајући се на прву археолошку изложбу из 1970. године, новим предметима допуњена су сва три хронолошка одјељка. Изложени су најзначајнији предмети, издвојени из збирки музеја, док је у уводном дијелу поставке, у тексту приказан преглед најзначајнијих локалитета са подручја Источне Херцеговине, са картом средњовјековник археолошких налазишта и неколико фотографија. Поред оригиналних предмета из збирки, на сталној поставци су изложени и репринт издање Мирослављевог јеванђеља и одливци у гипсу са стећака и натписа. Тренутно се ради на реконструкцији простора археолошке поставке, чиме ће се променити и употпунити њен досадашњи изглед, јер су, у последњих петнаест година, извршена нова ископавања, чиме је археолошко одјељење обогаћено новим предметима, који имају вриједност музејских експоната.

## Одјељење историје умјетности
Умјетничко одјељење у Музеју Херцеговине Требиње обилује прилично великим бројем умјетничких предмета. Видно мјесто међу њима имају умјетничке слике, скулптуре, графике и цртежи. Ово одјељење стално допуњује своје збирке, било откупима, било поклонима. За сада посједује око 1000 експоната. Од тога су велики дио поклон-збирке.
Ту су и легати који се чувају у депоима, повремено се излажу, а поједини чекају своју конзервацију.

#### Легати
Меморијална изложба слика Атанасија Поповића смјештена је на другом спрату. Иначе, ова изложба је дар граду Требињу сликаревог брата мр Уроша Поповића, која је због ратних прилика била измјештена, а касније поново постављена.
Музеј је обогатио своју умјетничку збирку отварањем Галерије легата 1998. године. Први легат је сликарке Милене Шотре са мотивима Херцеговине и Путопис по Русији.
У току 2002. и 2003. године Музеј Херцеговине је обогатио своју збирку са још два легата. Сликар Милорад Ћоровић одлучио је да своје умјетничке слике поклони Музеју, што се и десило 2002. године. Радован Ждрале, књижевник и вајар из Новог Сада, рођењем Херцеговац, поклонио је своју збирку скулптура израђену од полудрагог камења. Изложба се састоји од 122 скулптуре и носи свјеврстан назив „Свет Камена”.

## Етнолошко одјељење
Сакупљање етнографског материјала у Музеју Хегсеговине у Требињу (до 1994. године Завичајни музеj у Требињу) започето је послије Другог свјетског рата 1952. године. Од тада до данас многи стручњаци: историчари умјетности, историчари, географи, археолози, као и љубитељи народног живота, настојали су да, у оквиру материјалних, кадровских и просторних могућности, раде на сакупљању и обради етнографских предмета.
Прва од њих била је историчар умјетности Љубинка Којић, из Београда, која је од 1957. до 1964. године, обављала и послове етнолога, сакупивши и обрадивши највећи дио етнографског фонда који је, до рата у Босни и Херцеговини 1992. године, бројао око 1.000 експоната.
Други је Стеван Кијац, музејски макетар, у коме је Љ. Којић нашла веома доброг сарадника за набавку етнографских предмета на терену. Као веома обдарен наивни вајар, дуборезац и сликар, умио је да препозна етнографски материјал, и то је преносио на своја дјела. Међу њима се истичу макете профане и сакралне архитектуре Херцеговине, од којих оне изложене на сталној етнографској поставци плијене својом аутентичношћу и минуциозношћу.
Највећи број етнографских предмета у Музеју Херцеговине у Требињу је из сеоских средина и дио је културе српскога народа у Источној Херцеговини, будући да је до рата у Босни и Херцеговини 1992. године, то била и најбројнија популација на том простору.

#### Народни живот и култура Срба у Источној Херцеговини у другој половини 19 и првој половини 20. вијека
Ова стална поставка стварена је у другој половини 1996. године, када су се стекли неопходни материјални услови и обезбјеђена одговарајућа стручна помоћ. Министарство за културу Србије предвидјело је материјална средства, а Етнографски музеј из Београда одговарајућу стручну помоћ. Том приликом су стручњаци обавили прелиминарне разговоре о карактеру етнографске изложбе, као и о динамици обављања стручних послова, будући да су се многи од њих морали обавити у Етнографском музеју у Београду, а дорадити и завршити у Музеју у Требињу. Веома синхронизована сарадња међу стручњацима ова два музеја и поштовање рокова омогућили су да овај пројекат буде реализован у априлу 1997. године, у вријеме одржавања Дучићевих вечери поезије. Ова стална поставка је истовремено и прва етнографска изложба уопште, која пружа цјеловит увид о животу српског народа у Херцеговини у другој половини XIX и првој половини XX вијека. Представљено је шест основних тема из живота и културе Срба у Источној Херцеговини: привреда (пољопривреда, допунско привређивање, градско и сеоско занатство); сеоска архитектура, са доминантном улогом „куће” као средишта свих збивања у патријархалном систему живљења, са освртом на нека од тих збивања, као што су: рођење дјетета, главни празници српскога народа, свадба, забава, игре; грађанске ношње, текстилне радиности (технологија текстилних влакана, ткачка радиност, ваљање тканина, плетење и вез), сеоске ношње.

#### Градска кућа са краја XIX и почетка XX вијека
Доласком кустоса етнологије Божане Ђузеловић 2005. године Музеј поставља још једну сталну поставку, под називом „Градска кућа са краја XIX и почетка XX вијека”. Овом изложбом представљена је унутрашњост изгледа градске куће, дијелови намјештаја који су чинили једну цјелину. Музеј у свом фундусу посједује намјештај Њу Дојч стила. Ту су два кауча са наслоњачима, горњи дијелови су од дрвета и изрезбарени, док је доњи дио пресвучен платном. Поред ова два канабета овом стилу припадају још и гарнитура сто и столице и витрина. Брат познатог херцеговачког сликара Атанасија Поповића, Урош Поповић Музеју је поклонио стилски намјештај, гарнитуру која се састоји од двије велике столице и двије мање столице. Сто је украшен интарзијом, у цјелости је изрезбарен.

## Историјско одјељење
Музеј након оснивања 1952. године замишљен је по концепцији да буде комплексног карактера. Зато је био потребан уједначен рад на попуњавању свих збирки: археолошке, етнографске, збирке умјетничких слика а посебно историјске збирке, јер, требињски крај и град Требиње има богату и бурну прошлост. То је крај у коме су се смјењивале цивилизације, народи и државе, те се сукобљавали разни културни и други утицаји.
Завичајни музеј Требиње се први пут представио јавности и средини у којој дјелује, реализацијом сталне изложбе „Требињски крај у НОБ-у и Револуцији“, 1961. године. Почетком октобра 1969. године отворена је нова изложбена поставка „Развој радничког покрета у требињском крају до 1941. године”. Поводом 30-годишњице устанка у октобру 1971. године урађена је нова поставка НОБ-е под називом „Требињски крај у Револуцији“.
Одељење за историју Музеја Херцеговине Требиње за сада је спојено у једну цјелину (оружје, одликовања, фотографије и разгледнице, архивска грађа, период НОБ-е и Револуције 1941-1945. итд).
У будућности су предвиђене активности, подјеле ове јединствене збирке на функционалне подзбирке и одјељке.

#### Културно историјски развој требињског краја од X до прве половине XX вијека
Стална историјска поставка „Културно историјски развој требињског краја од X до прве половине XX вијека” је комплексна изложба која приказује развитак Требиња и Источне Херцеговине од првог помена па све до почетка Другог свјетског рата.
За реализацију ове изложбе кориштена је, у првом реду документарна и тродимензинална грађа из фундуса Музеја Херцеговине Требиње. Изложбени простор за сталну историјску поставку налази се у поткровљу зграде Музеја који је адаптиран и прилагођен за потребе сталне поставке. Постојећи адаптирани простор има изглед већег стана (дуплекса) правоугаоног облика, високих таваница, са доста отвора, ламинатом као подлогом и доста је успјешно прилагођен за сталну поставку.
Изложба је подјељена у пет одјељака по периодима:
- Први представља средњовјековну Травунију (Требињску област) од X до краја XV вијека (пресјек политичког, културног, економског и друштвеног развитка).
- Други период Османски од 1466. до 1878. године подијељен је у два одјељка. Један чини приказ политичког, културног, економског и друштвеног развитка за вријеме турске окупације, док је други представљен бунама и устанцима против Отоманске империје (са акцентом на „Вукаловићев устанак 1852-1862. године” и „Невесињски устанак 1875-1878. године”).
- Четврти одјељак чини Аустроугарски период од 1878. до 1918. године.
- Изложба се завршава петим одјељком, периодом Краљевине СХС-Краљевина Југослaвија од 1918 до 1941. године.

Збирком руководи Виши кустос за историју Зоран Мијановић.

## Природњачко одјељење
Природњачко одјељење је најмлађе одјељење Музеја Херцеговине Требиње. У вријеме кад је Музеј основан (1955. године) као Завичајни Музеј за срез Требиње, организован је као установа комплесног типа кoja у свом саставу има: археолошку, етнографску, умјетничку и историјску збирку. Упоредо са почецима развоја Музеја јавља се идеја о формирању природњачке збирке која би обухватила флору и фауну са ове територије. У први мах се привремено одустало од формирања сталне изложбене поставке због недостатка потребног простора, материјалних средстава и кадрова, али је започет процес прикупљања и чувања природњачких експоната. Прикупљање је вршено откупом и у виду поклона донатора. Прикупљани су углавном препарирани животињски експонати али и минерали и фосили. Иако Музеј у то вријеме није имао стручне кадрове из области природних наука, већина експоната је уредно инвентарисана и успјешно сачувана до данас. Прегледом затеченог материјала стручњаци су констатовали да се могу издвојити двије збирке: геолошко-палеонтолошка и зоолошка.
Данас Музеј Херцеговине посједује природњачку збирку, отворену 2019. године, под називом „Природњачко благо слива ријеке Требишњице” коју чине минерали, фосили, биљке и животиње, са простора обласног слива ријеке Требишњице. Неке врсте су врло ријетке, угрожене или изумрле на нашим просторима нпр. бјелоглави суп, човјечија рибица, мрки медвјед... Експонати на сталној поставци су груписани по еколошким категоријама, а представљени су изложбеном техником амбијенталних диорама и витрина: Геологија и палеонтологија; Пећине; Шумске животиње; Птице грабљивице; Птице крашких поља; Биљке: ријетке, ендемске и реликтневрсте планине Орјен; Планински масив Орјен; презентација - Птице и сисари водених станишта; Рибе; Водоземци и гмизавци.

## Библиотека Музеја
Библиотека Музеја Херцеговине је стручна библиотека чији је рад усклађен са радом и организацијом Музеја. У свом фундусу посједује 8 000 наслова публикација везаних за све области којима се Музеј бави, а то су археологија, етнологија, историја, историја умјетности, природне науке, нумизматика и музеологија. Велики дио фонда представљају серијске публикације, домаће и стране, а посједује најзначајније археолошке, етнолошке и историјске часописе бивше Југославије, као и савремену стручну литературу, монографије и литературу везану за Херцеговину и њој сусједна подручја.
Корисници су, прије свега, радници Музеја, али и остала стручна и научна лица, истраживачи, спољни сарадници, студенти и ђаци.

## Галерија
- Надгробне плоче жупана Грда, са краја XII века, која се чува у Музеју Требиња, а представља најстарији пронађени стећак
- Свечано одело које је током дипломатског службовања носио Јован Дучић
- Таписерија из ХVI, део легата Јована Дучића
- Јапанска таписерија, део легата Јована Дучића
- Камене фигуре из средњег века или антике, део легата Јована Дучића
- Свечане сабље као део дипломатске униформе Јована Дучића, израђене у радионици Толедо
- Данијел Михалик - Пејзаж
- Мотив Старог града у Требињу, Стеван Кијац, обојени дуборез
- Средњевјековна стаклена чаша
- Сакрофаг из Дучићеве збирке
- Дио природњачког одјељења
- Етнолошко одјељење